# Carlos Álvarez (hiszpański zapaśnik)
Carlos Álvarez Iglesias (ur. 26 czerwca 1996) – hiszpański zapaśnik walczący w stylu wolnym. Zajął 28. miejsce na mistrzostwach świata w 2023 roku.
Trzynasty na mistrzostwach Europy w 2025. Brązowy medalista mistrzostw śródziemnomorskich w 2015 roku.